# Clódio Celsino
Clódio Celsino (em latim: Clodius Celsinus) foi um oficial romano do século IV, ativo durante o reinado do imperador Constantino (r. 306–337). Talvez pode ser associado a Clódio Celsino Adélfio. Segundo uma inscrição, era homem claríssimo e consular da Numídia em 333/337.